# Сан-Гавино-ди-Тенда
Сан-Гавино-ди-Тенда (фр. San-Gavino-di-Tenda, корс. San Gavinu di Tenda) — коммуна во Франции, находится в регионе Корсика. Департамент коммуны — Верхняя Корсика. Входит в состав кантона Верхний Неббио. Округ коммуны — Бастия.
Код INSEE коммуны — 2B301.

## Население
Население коммуны на 2008 год составляло 53 человека.
| 1962 | 1968 | 1975 | 1982 | 1990 | 1999 | 2008 |
| ---- | ---- | ---- | ---- | ---- | ---- | ---- |
| 54   | 97   | 86   | 70   | 47   | 56   | 53   |

## Экономика
В 2007 году среди 25 человек в трудоспособном возрасте (15—64 лет) 18 были экономически активными, 7 — неактивными (показатель активности — 72,0 %, в 1999 году было 69,2 %). Из 18 активных работали 16 человек (10 мужчин и 6 женщин), безработными были 2 женщины. Среди 7 неактивных 1 человек был учеником или студентом, 5 — пенсионерами, 1 был неактивным по другим причинам.

## Фотогалерея

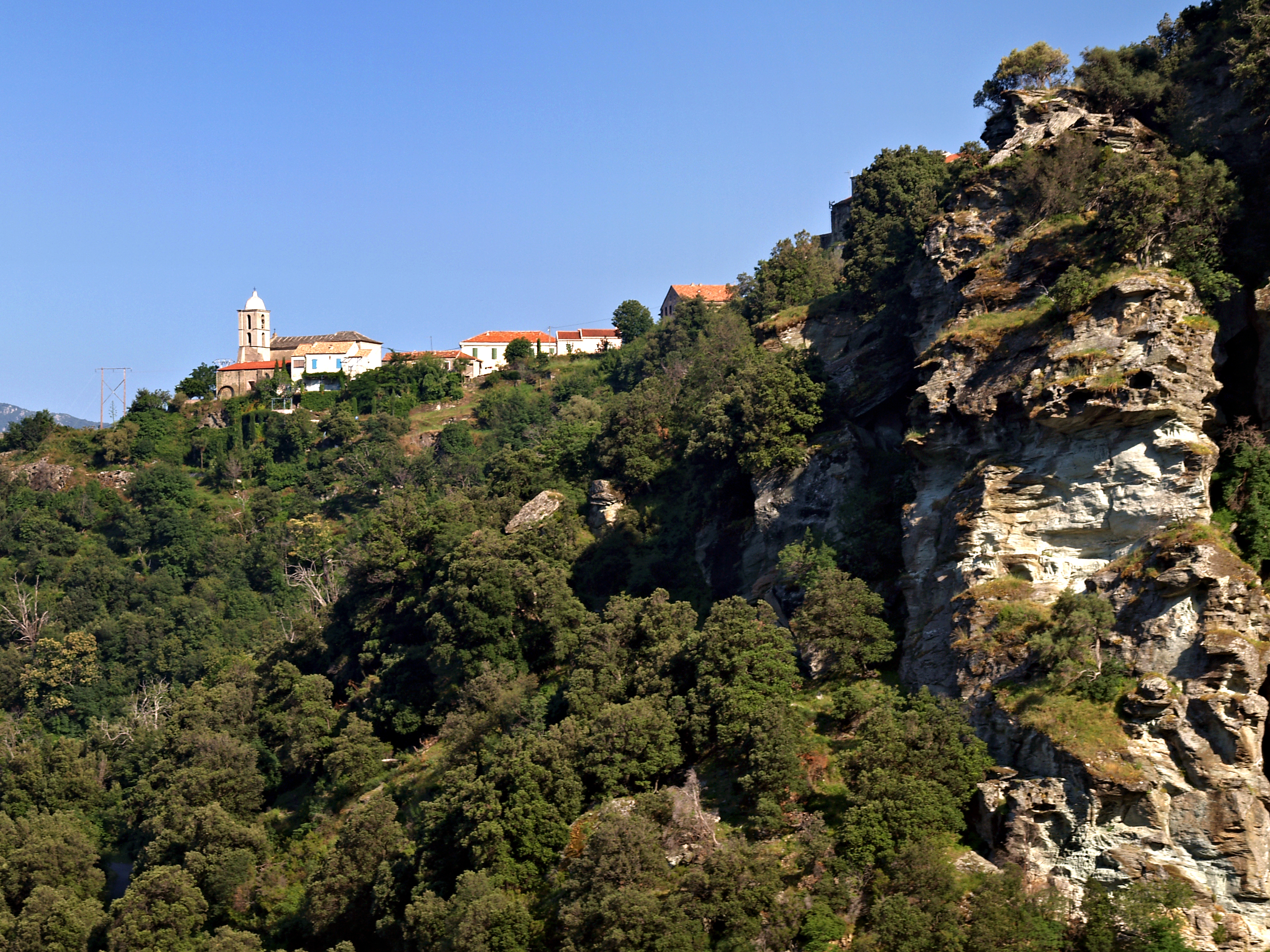
Сан-Гавино-ди-Тенда
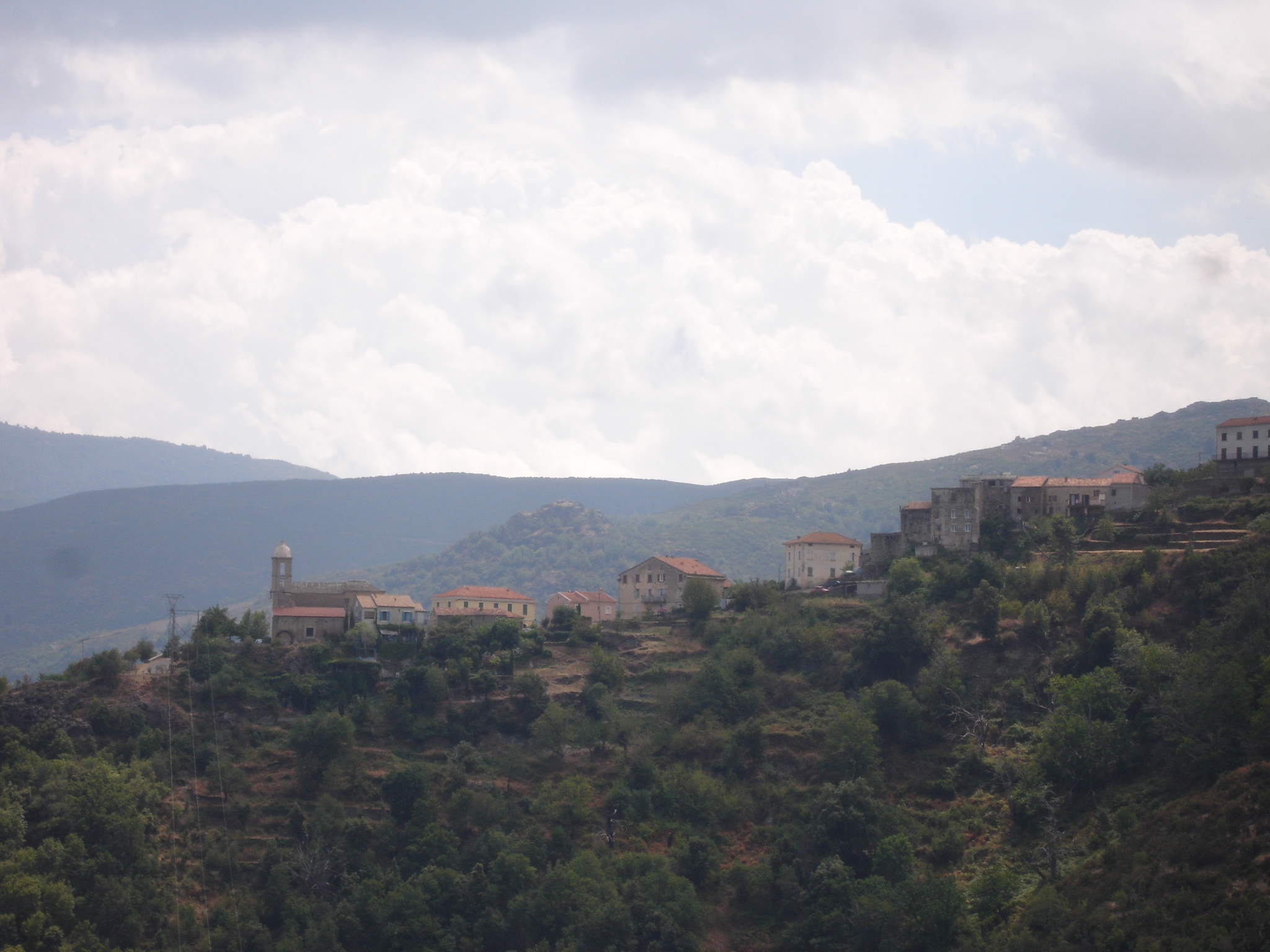
Сан-Гавино-ди-Тенда
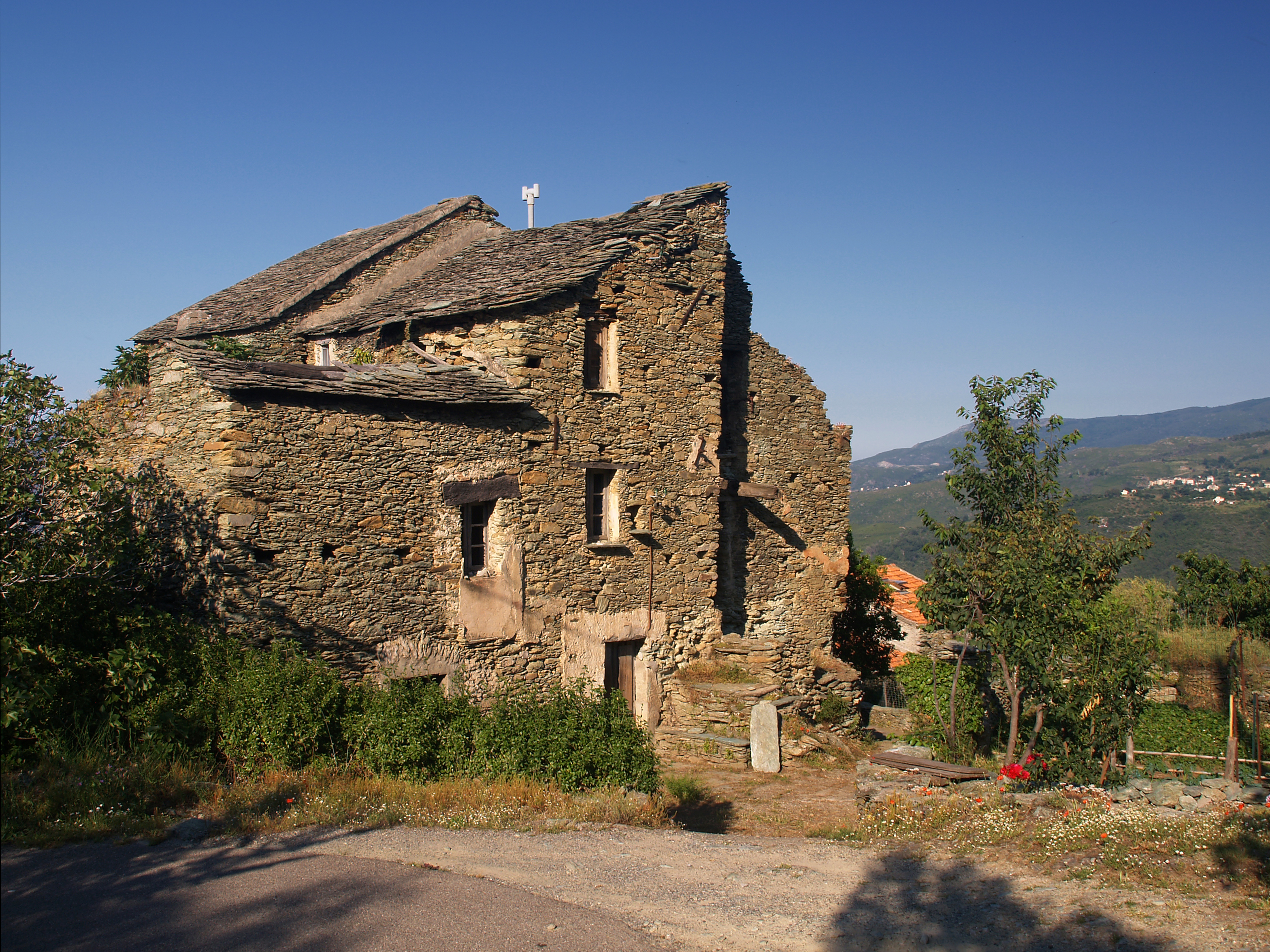
Разрушенный дом